# The End (The Doors-dal)
A The End egy dal a The Doors együttes 1967-es The Doors című albumáról. A dal egy epikus dal, amely majdnem 12 perces hosszával az együttes leghosszabb dalai közé tartozik. A dal a Rolling Stone Magazin Minden idők 500 legjobb dala 2010-es listáján a 336. helyen végzett, míg a dal gitárszólója a Guitar World magazin Minden idők 100 legjobb gitárszólója listáján a 93. helyen végzett.
Valahányszor meghallom ezt a dalt, mindig valami mást jelent számomra. Nem igazán tudom, mit akartam mondani. Egyszerű búcsúdalnak indult  ... Valószínűleg csak egy lánynak írtam, de láttam, hogy ez egy búcsúzás is lehet a gyermekkortól. Tényleg nem tudom. Szerintem kellően összetett és univerzális a képvilága ahhoz, hogy szinte bármi legyen, amilyennek szeretnéd.
A dalt az évek folyamán számos előadó feldolgozta, köztük Marilyn Manson is, akinek 2019-es verziója kislemezen is megjelent.

## Külső hivatkozások
- "The Doors - Soundtrack. 'The End'" az IMDb-n
- Dalszöveg